# Suyano
 (novembre 2016).
Si vous disposez d'ouvrages ou d'articles de référence ou si vous connaissez des sites web de qualité traitant du thème abordé ici, merci de compléter l'article en donnant les références utiles à sa vérifiabilité et en les liant à la section « Notes et références ».
Sjoerd IJpelaar, plus connu sous le nom Suyano, est un disc-jockey et producteur néerlandais né le 23 juillet 1990 à Bréda. Il produit des titres de house progressive et d'EDM, souvent sous le label néerlandais Revealed Recordings.

## Discographie

### Singles
- 2012 : Airplay [Nope Is Dope Beats]
- 2012 : Universe [Nope Is Dope Beats]
- 2012 : Pippa [Black Hole Recordings]
- 2014 : Busted (avec Billy The Kit) [Oxygen]
- 2015 : Ready [Wall Recordings]
- 2015 : Switch Up (avec Reez) [Wall Recordings]
- 2016 : Bottles Up (avec Reez) [Revealed Recordings]
- 2016 : Shockwave feat. Chloe Stamp (avec Rivero) [Revealed Recordings]
- 2016 : Wasting Love feat. Paddy Dalton [Armada Zouk]
- 2016 : I'll Be There [Revealed Recordings]
- 2016 : Rewind [Revealed Recordings]

### Remixes
- 2013 : Massivedrum - C.Y.E. (Clean Your Ears) (Suyano Remix) [NewLight Records]
- 2015 : Shaggy, Pitbull, Gene Noble - Only Love (Suyano Remix) [Brooklyn Knights/RAL/Sony Music]